# Maracatú

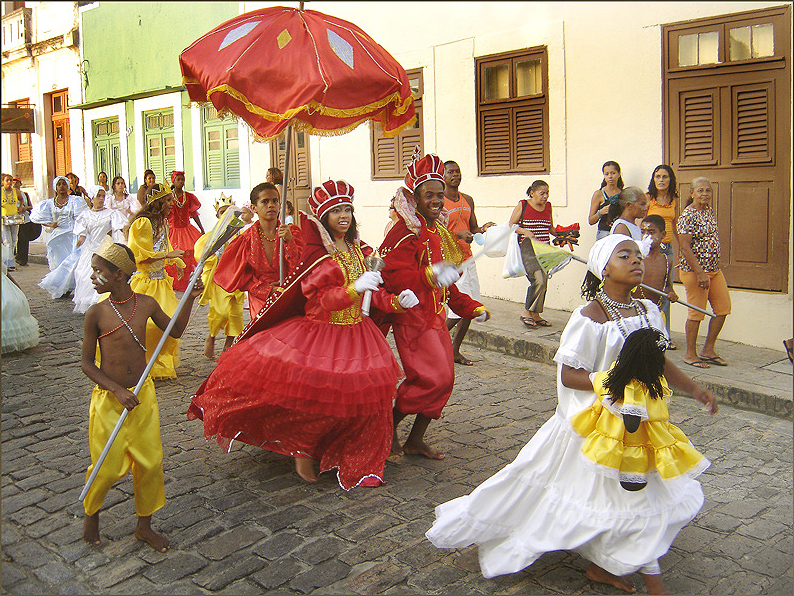
Procesión de Maracatu en Olinda. La dama del palacio (hasta adelante) porta una calunga, que representa a una entidade espiritual.

El maracatú (maracatu en portugués) es un ritmo musical, danza y ritual ligado al sincretismo afrobrasileño (como el candomblé). 
Hay dos tipos de maracatús, según su historia y el "baque" o ritmo: 
- El maracatu nação o maracatu de baque virado (sincopado), bastante común en el área metropolitana de Recife, es el ritmo afrobrasileño más antiguo. La nação (nación) de un maracatú, refiere a su etnia africana de origem;
- El maracatu rural o maracatu de baque solto (sencillo), con más influencas indígenas, característico de la Zona da Mata, especialmente de la ciudad de Nazaré da Mata (Norte de Pernambuco).[1][2]

Presenta reminiscencias de los cortejos y las coronaciones reales de los pueblos bantúes, hoy limitado casi exclusivamente al carnaval de Pernambuco, especialmente en la capital, Recife.
Está formado por un conjunto musical de percusión que acompaña a una procesión real. Los grupos presentan un espectáculo lleno de simbologías y marcado por la riqueza estética y la musicalidad. El momento de mayor protagonismo consiste en salir a la calle para desfiles y presentaciones durante el período de carnaval.

## Maracatu nação

### Historia

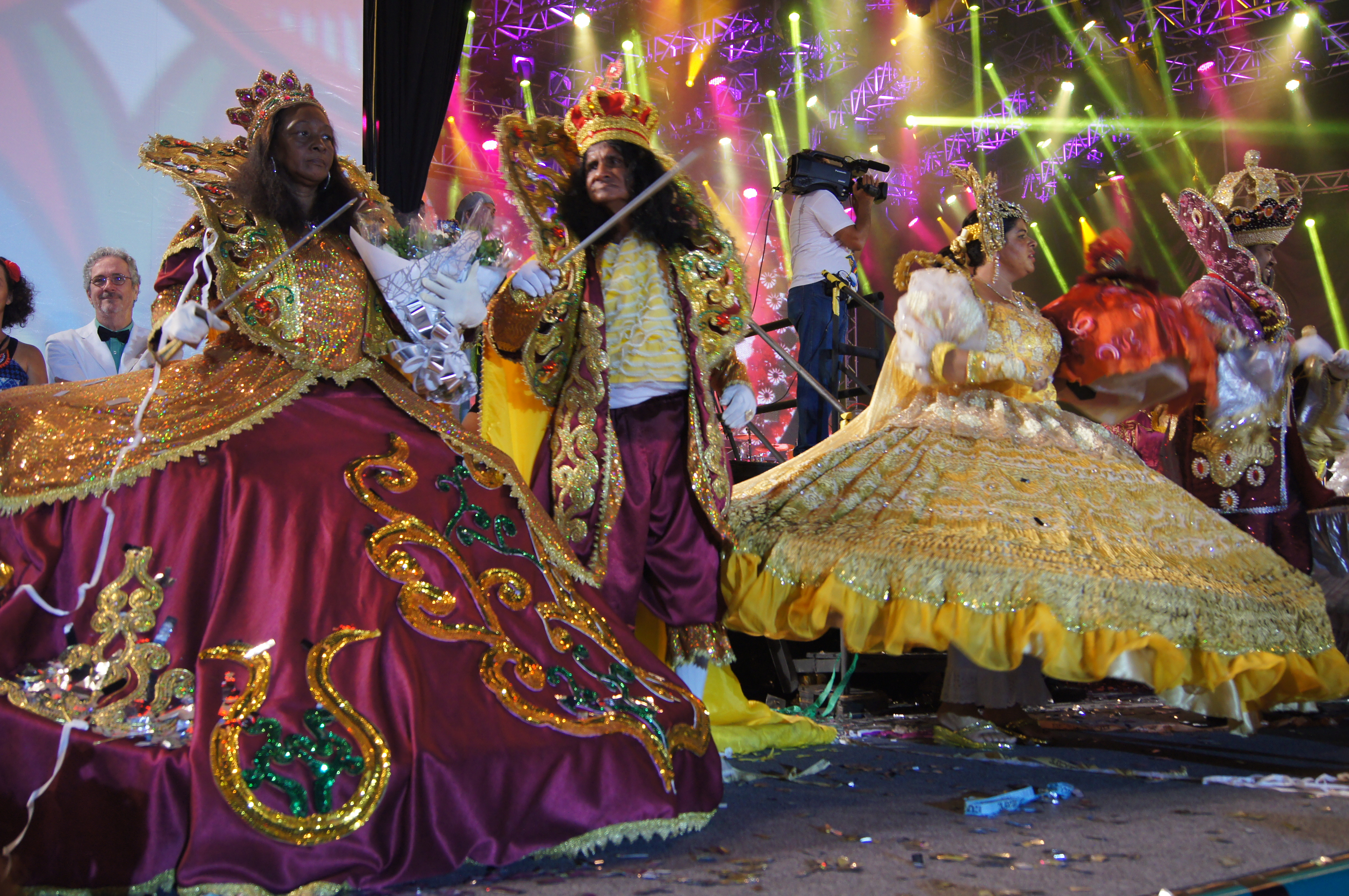
Rei y reina del maracatú Encanto de alegria en la escena de la abertura del carnaval de Recife 2014.

El registro más antiguo de maracatu nação data de 1711, pero el año de su origen es incierto. Lo que se sabe es que surgió en Pernambuco y ha ido cambiando desde entonces.
Uno de los maracatús más antiguos es maracatu Elefante, fundado el 15 de noviembre de 1800 en Recife por el esclavo Manuel Santiago después de su insurrección contra la dirección de maracatu Brilhante. La elección del elefante como nombre y símbolo de la asociación se debió a que este animal está protegido por Oxalá, un orisha asociado a la creación del mundo y la especie humana. Una de las peculiaridades de este maracatú es la costumbre de conducir tres calungas (muñecos negros) en lugar de dos como es común en otros maracatús. Ellas son: Doña Leopoldina, Dom Luís y Doña Emília, quienes representan a los orishas Iansã, Xangô y Oxum respectivamente. Otro rasgo singular de nação Elefante es el hecho de que fue el primero en ser dirigido por una matriarca, ya que hasta entonces el maracatú siempre había estado regido por una figura masculina.

### Desfile
Las procesiones de maracatú son un intento de reflejar las antiguas cortes africanas. Cuando los negros fueron secuestrados y vendidos como esclavos, llevaron sus raíces a Brasil y mantuvieron sus títulos de nobleza. 

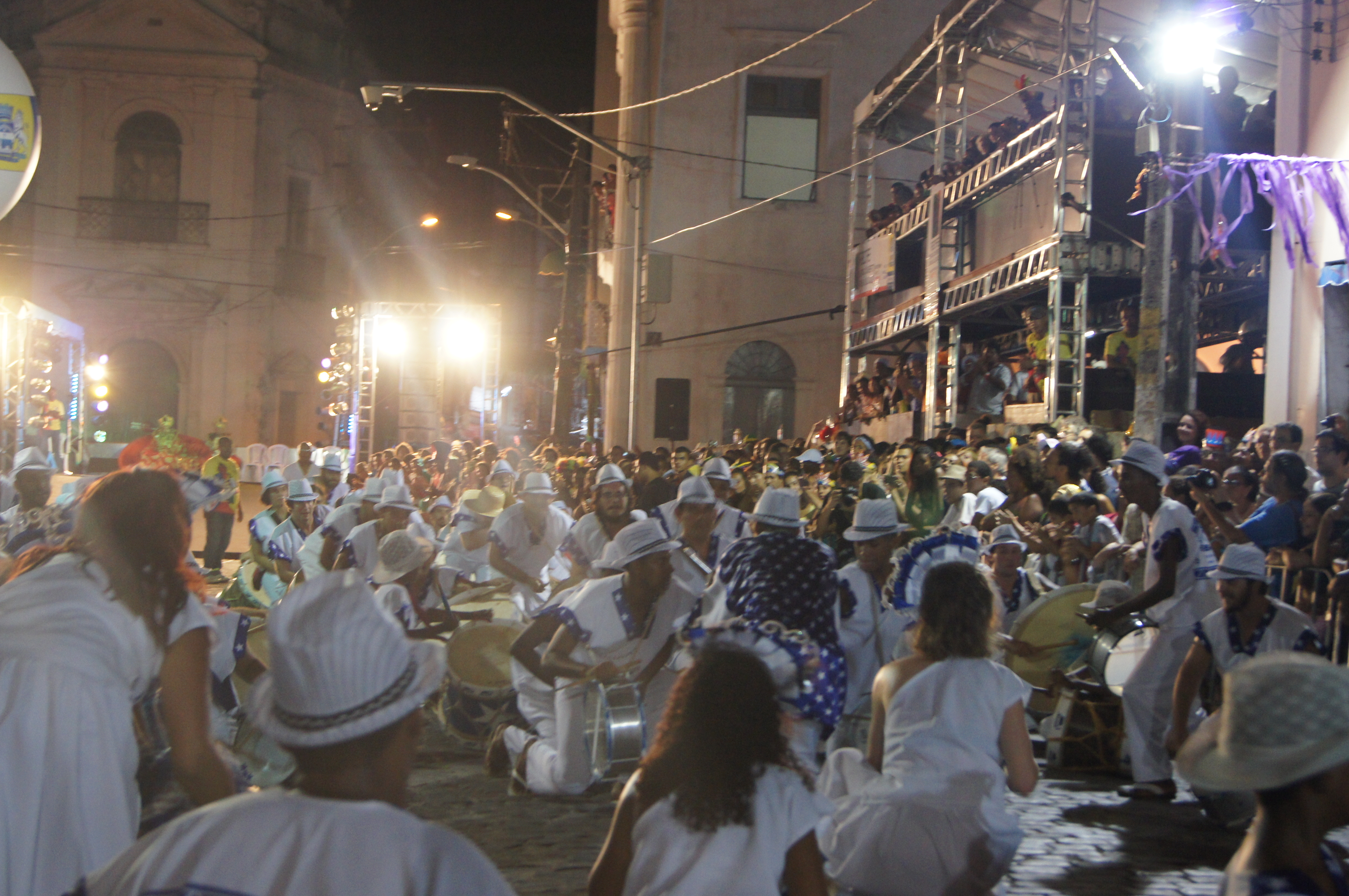
El maracatú Estrela Brilhante meditando en el pátio do Terço durante la Noche de los tambores silenciosos (Recife 2014)

La procesión consta de una bandera o estandarte que abre las alas. Justo detrás, sigue las damas do paço (damas del palacio), que portan las calungas, que representa a las entidades espirituales del grupo.
Detrás de ella, siguen las yabás (popularmente llamadas baianas) y, poco después, la corte y el rey y la reina del maracatú. Los títulos de rey y reina se pueden transmitir de forma hereditaria. Esta ala representa la nobleza de la nación. 
A cada lado siguen a las esclavas o catirinas, generalmente jóvenes, que visten ropas chinito . 
Manteniendo el ritmo del desfile, los bateristas lo siguen. Los instrumentos de percusión son tambores, cajas o tarols, ganzás y abês, los conducidos por mujeres que lideran este grupo y que hacen un espectáculo único de su toque. 

### Personajes
Los personajes que componen la procesión son los siguientes: 
1. Abanderado, que lleva el estandarte; básicamente contiene el nombre de la asociación, una figura que la representa y el año en que fue creada.
2. Damas del palacio, mujeres que sostiene las calungas en una mano (muñecas de madera ricamente vestida que simbolizan entidades o antepasados).
3. Rey y reina, las figuras más importantes de la procesión. Es por tu coronación que todo está hecho.
4. Vasallo, un esclavo que toma el pabellón (paraguas que protege a los reyes).
5. Figuras de la corte como príncipes, ministros y embajadores.
6. Damas de la corte, damas ricas que no tienen título nobiliario.
7. Yabás, que son esclavos.
8. Tamborileros, quienes animan la procesión tocando diversos instrumentos, como cajas de guerra, implementos (tambores), gonguê, jeques, maracas, entre otros.

### Naciones y grupos demaracatu de baque virado
Hay grupos de maracatu nação en todo el territorio brasileño, y también en el exterior, especialmente en Europa y América del Norte.